# Claudia Patuzzi
 (juillet 2025).
Si vous disposez d'ouvrages ou d'articles de référence ou si vous connaissez des sites web de qualité traitant du thème abordé ici, merci de compléter l'article en donnant les références utiles à sa vérifiabilité et en les liant à la section « Notes et références ».
Claudia Patuzzi, née à Rome le 16 mars 1951, de père italien et de mère italo-belge, est une écrivaine italienne.

## Biographie
Après le lycée, Claudia Patuzzi a suivi ses cours supérieurs et universitaires à Rome pendant les années 1970. À l’Académie des beaux-arts, elle a étudié peinture et le dessin.
À l’Université « La Sapienza », après son diplôme final en Littérature italienne (mémoire sur « Les mots refusés de Giacomo Leopardi »), elle a suivi un cours de spécialisation dans la même matière (mémoire sur « Le langage comique du dernier Leopardi »). Ensuite, elle a fréquenté un cours universitaire de Bibliographie et bibliothéconomie internationale (conclu par une thèse sur Bernini et Michel Ange). En cette période, elle s’est engagée dans la Critique cinématographique (mémoire sur le « Langage comique de Totò ») et a aussi travaillé à la revue « Monts et côtes d’Italie » dirigée par Italo Insolera.
À partir des années 1980, à côté du travail de critique littéraire et de professeur d’Italien et de Latin dans un lycée de Rome, elle s’est consacrée à l’écriture de contes, romans et poèmes. En 1980, elle a obtenu le Prix de Poésie Michele Cima et en 1983, a participé au séminaire « L’Usine littéraire du XXe siècle » (Cesenatico, 19-20 mai) et à l’exposition « Bompiani : histoire d’une maison d’édition » (Ravenne, 11 mars-1er avril). Le 17 avril 1997, elle est invitée de Dacia Maraini dans la transmission télé « Scrivo, scrivi » (RAI 2), où le manuscrit de son premier roman La riva proibita, a été présenté.
À partir du 1998, son engagement dans le Syndicat national des Écrivains (SNS) et les Bibliothèques de Rome l’amène à organiser des rencontres avec d’écrivains et de chercheurs, et prendre en charge aussi de séminaires culturels pour l’encouragement de la lecture dans la région de Rome. Elle a participé ensuite à la documentation de ces séminaires à travers les mémoires suivants :
- Marguerite Yourcenar (centenaire de la naissance de l’écrivain franco-belge, avril 2002) : en cette occasion elle a élaboré, avec des étudiants, un projet d’écriture intitulé « 8 juin 2003 – 8 juin 1903 : les jeunes descendants répondent… aux lettres de Marguerite Yourcenar » (quinze réponses des étudiants inspirées du livre « Lettres aux contemporains », Gallimard 1995) ;
- Emily Dickinson (février 2003) ;
- Elsa Morante et Virginia Woolf (novembre 2005).
- La Revue Rome au féminin : d’écrivaines d’hier et d’aujourd'hui sur Natalia Ginzburg (avril 2005) et sur Alba de Cèspedes (mai 2005) ;
- La Revue Confrontation de différents regards sur Turin et Rome, sur Natalia Ginzburg (mai 2006), Carlo Levi (mai 2006) et Carlo Fruttero et Franco Lucentini (octobre 2006).
- Le DVD (et Cdrom) Rome (s) parallèle (s), la bibliothèque vivante, réalisé dans le projet « Lire Rome ». Dans un hypertexte, qui part de la figure d’Elsa Morante, ce travail (constitué d’extraits littéraires, photos d’auteurs, biographies, bibliographies, tableaux, références historiques, documents) propose une nouvelle lecture de textes écrits aux XIXe et XXe siècles par « d’écrivains italiens non romains sur Rome » dans le but de redécouvrir l’actualité et l’intérêt du public vis-à-vis de livres d’auteurs italiens importants, mais parfois méconnus ou abandonnés, en en promouvant la lecture dans les écoles, dans les bibliothèques et dans le territoire.

Au cours de ces expériences, elle a travaillé avec des écrivains de Rome, dont Dacia Maraini, Elisabetta Rasy, Melania Mazzucco, Lia Levi, Sandra Petrignani, Maria Rosa Cutrufelli, Giulio Leoni et Ugo Riccarelli.
En mai 2007, elle a participé, dans le cadre d’un projet de promotion de l’étude et la connaissance de la langue et culture italiennes à l’étranger, à une série de congrès en Belgique, à Bruxelles, à Genk et près de l’université de Louvain. Cette tournée, sous le titre Avec la Stanza di Garibaldi, le Prix Strega part à la Belgique, a été réalisée par les soins de Silvia Casolani et le soutien de la Fondation Maria et Goffredo Bellonci et le parrainage du Consulat d’Italie de Bruxelles et du Bureau scolaire ACLI-VLAANDEREN. En juillet 2008, elle a présenté La stanza di Garibaldi auprès de l’Institut de Culture italienne de Munich en Allemagne.
Ces dernières années, elle a écrit des romans, des contes, des poèmes et essais. En 2009, avec le conte Corri corri… (« Cours, cours… », en français) Claudia Patuzzi a participé à l’anthologie d’écriture féminine Sport in rosa (Perrone Editore, Roma, 2010). Elle fait paraître plusieurs articles dans des revues culturelles. Dans Leggendaria (2009, n.77-78), elle a publié l’essai Animaux et autres mots. En février 2010 La riva proibita est publiée en France sous le titre de La rive interdite (Normant Éditions, traduction en français de Marilène Raiola).

## Œuvres de Claudia Patuzzi

### Essais
- Italo Calvino: un intellettuale tra poesia e impegno in Nuova Antologia, n. 2105 — mai 1976, Rome.
- Italo Calvino : un intellectuel entre poésie et engagement in Nuova Antologia, n.2105 — mai 1976, Rome (traduit en français en 2010 par Olivier Favier).
- Note sulla contemporaneità testuale di Giacomo Leopardi in Nuova Antologia, n. 2110 — octobre 1978, Rome.
- Mondadori (Liguori 1978, Naples, 158 pages).
- Laterza (Liguori 1982, Naples, 157 pages).

### Romans, contes et poèmes
- La riva proibita (Edizioni dell’Oleandro, 2001, 229 pages), traduit en français sous le titre La rive interdite (Normant Éditions, février 2010, 243 pages) ; une version revue et corrigée de ce roman avec la même traductrice, Marilène Raiola, est parue sous le même titre le 4 février 2020 (L'harmattan, 254 pages)
- Le pagine del poeta, anthologie poétique (Pagine Edizioni, 2002)
- La stanza di Garibaldi (Manni Editori, décembre 2005, 316 pages)
- Corri... corri, in Lo sport in rosa, anthologie de contes (Perronelab, février 2010, 243 pages)
- Douce France in Peccati di gola, anthologie de contes (Perronelab, février 2010)

## Sources
- Prix international littéraire Arché Award, 30 septembre 2006 — Cinquième édition : « La stanza di Garibaldi : une grande fresque familiale »[1].
- « Sélection “Projet Auteur Prix Strega” pour la promotion de la langue italienne à l’étranger » : « La stanza di Garibaldi : le Prix Strega part à la Belgique », 15-16 mai 2007, par la Fondazione Maria et Goffredo Bellonci, le Consulat d’Italie à Bruxelles, le Bureau des écoles et ACLI-Vlandeeren[2].